# Светлана Спајић
Светлана Спајић (Лозница, 19. августа 1971) српска је традиционална певачица, извођач, педагог, културни активиста и преводилац. Поред извођења српске народне музике, позната је и по сарадњи са светским уметницима попут Марине Абрамовић и Роберта Вилсона.
Певала је у групама „Паганке“, „Моба“, „Дрина“, „New Ritual Group“, „Жегар живи“, „Бело платно“, Пјевачка дружина Светлане Спајић, „Cyclist Conspiracy” и другим.
Сарадник је Међународне културне мреже „Пројекта Растко“ од оснивања 1997, „Радио Светигоре“ и других културних установа. Аутор је емисија посвећених традиционалној култури.

## Образовање
Завршила је Филолошки факултет у Београду (одсек за енглески и немачки језик и књижевност), као и Међународну школу холокауста на институту Јад Вашем у Јерусалиму, Израел.

## Каријера
Од 1993. посвећена је неговању и очувању српске традиционалне културе, сакупљајући и учећи на терену, од изворних певача најстарије генерације. Њен репертоар српске архаике из свих крајева („од Книнске до Неготинске Крајине“) обухвата и најстарије традиционалне певачке облике из Подриња, попут песама „на глас“, канталица и песама „на бас“.
Са двадесет четири године изабрана је у Солуну као најмлађи члан у елитни Интербалкански традиционални ансамбл састављен од најбољих традиционалних уметника Балкана (Солун, Први међубалкански фестивал културе, 1995).
Учествовала је у домаћим и интернационалним музичким и позоришним пројектима и наступала са светски познатим вокалним уметницима и музичарима: Јанка Рупкина, Стела Чивеше, Домна Самиу, Саинко Намчилак, „Балкан Бит Бокс“, Ентони Хегарти...
Концерте и предавања држала је у престижним иностраним концертним холовима, фестивалима и институцијама: WOMAD, WOMEX, Концертгебау (Амстердам), Концертхаус (Беч), „Театро Реал“ (Мадрид), „Дом“ (Москва), Музеј модерне уметности (Њујорк), Јад Вашем (Јерусалим), Гротовски институт (Вроцлав), Музеј савремене уметности (Лос Анђелес)...
Дуги низ година сарађује са композитором и инструменталистом Борисом Ковачем и члан је његовог камерног састава „New Ritual Group“.
Учествује у пројектима чувене светске уметнице Марине Абрамовић, а 2011. године ангажована је на позоришном пројекту „Живот и смрт Марине Абрамовић“ еминентног режисера Роберта Вилсона.

## Одабрана дискографија
- Светлана Спајић и Бокан Станковић, Уживо са фестивала Тодо Мундо: Традиционалне песме и свирке из Источне Србије, „WMAS Records“, Београд, 2013.
- Пјевачка дружина Светлане Спајић, Сив соколе, „Multimedia Music“, Београд, 2013.
- Под Озреном свиралица свира — српска традиција са Озрена (DVD), Културно уметничко друштво Озрен, Добој, 2011.
- , 2008.
- Светлана Спајић и група „Бело платно“. Косово и Метохија, лице Европе, мултимедијални диск и аудио диск са музиком, „Типон“, „ТИА Јанус“, 2006. и „Светигора“, 2008.
- Разни извођачи, Serbia Sounds Global, vol. 1, 2, 3, 4, компилације, (B92, 2000, 2002, 2004, 2008).
- , 2002.
- Разни извођачи, Песме изнад Истока и Запада, ПГП РТС, 2000.
- Група „Дрина“, Жива вода (традиционално српско певање), „Светигора“, 2000.
- Група „Моба“. Приони, мобо, „Биљег“, 1994.

### Гостовања на музичким албумима
* „Balkan Beat Box“, Blue Eyed Black Boy, „Crammed“, 2010.
- , 2010.

## Позоришне представе (као аутор музике и извођач)
- , режија Robert Wilson, Манчестерски интернационални фестивал „Театро Реал“, 2011/2012.
- Последња пловидба, режија Небојша Брадић, Дунавски фестивал, Београд, 2011.
- , Војни музеј, Атина, 2008.

## Признања и награде
- За свој допринос у очувању традиције и духовног блага Срба из Крајине одликована је 2010. највишим признањем крајишких Срба, Прстеном умјетничког братства манастира Крка.
- Албум Жегар Живи („Cloudvalley“, London, 2008) који је снимила са Србима-повратницима у Далмацији уврштен је у петнаест најбољих светских издања у 2008. на „World Music European Charts“ и добио оцену једног од најважнијих етномузиколошких подухвата у последњих петнаест година на територији бивше Југославије.
- Добитник је престижне награде "Хероји наслеђа" за 2024. годину, организације Европа Ностра Србија и Делегације Европске уније, за лични допринос у области очувања и промоције српског културног наслеђа.[2]